# 12978 Ivashov
12978 Ivashov este un asteroid din centura principală de asteroizi.

## Descriere
12978 Ivashov este un asteroid din centura principală de asteroizi. A fost descoperit pe 26 septembrie 1978 la Observatorul de Astrofizică din Crimeea de Liudmila Juravliova. Asteroidul prezintă o orbită caracterizată de o semiaxă mare de 2,23 ua, o excentricitate de 0,20 și o înclinație de 3,7° în raport cu ecliptica.